# 우주의 7인
우주의 7인(Battle Beyond The Stars)은 미국에서 제작된 지미 T. 무라카미 감독의 1980년 SF 영화이다. 리차드 토마스 등이 주연으로 출연하였고 에드 카린 등이 제작에 참여하였다.

## 출연

### 주연
- 리차드 토마스
- 로버트 본
- 존 색슨

### 조연
- 조지 퍼파드
- 달랜 프루걸
- 시빌 대닝
- 샘 자페
- 제프 코리
- 모건 우드워드
- 마타 크리스튼
- 에릭 모리스
- 론 로스
- 겔렌 톰슨

## 제작진
- 협력프로듀서: 메리 앤 피셔

## 같이 보기
- REBEL MOON: 파트 1 불의 아이